# Nguyên soái Đế quốc Nhật Bản
Nguyên soái (tiếng Nhật: 元帥; rōmaji: gensui) là một quân hàm trong quân đội Đế quốc Nhật Bản từ năm 1872 đến năm 1873. Sau thời kỳ trên, quân hàm này bị bãi bỏ. Đến năm 1898, Phủ Nguyên soái bắt đầu thực hiện phong danh hiệu nguyên soái cho các đại tướng lục quân hoặc hải quân, với danh xưng Nguyên soái Lục quân Đại tướng (元帥陸軍大将, tương đương Thống tướng) và Nguyên soái Hải quân Đại tướng (元帥海軍大将, tương đương Thủy sư đô đốc). Sau Chiến tranh thế giới thứ hai, danh hiệu này không còn được áp dụng ở Nhật Bản nữa.

## Khái quát
Tại Nhật Bản, năm 1872, nghị sĩ Saigō Takamori được phong quân hàm nguyên soái lục quân. Cũng trong năm này, có quy định về quân phục cho các cấp nguyên soái và đại nguyên soái. Tháng 5 năm 1873, cải cách chế độ sĩ quan đã bãi bỏ quân hàm nguyên soái. Saigō trở thành nhân vật duy nhất của quân đội Đế quốc Nhật Bản từng mang quân hàm nguyên soái. Dù vậy, sau cải cách nói trên, quân hàm của Saigō trở lại thành đại tướng lục quân.
Năm 1898, có Điều lệ Phủ Nguyên soái. Điều lệ này quy định những đại tướng lục hải quân lập nhiều quân công sẽ được phong danh hiệu nguyên soái và được mang danh hiệu này đến cuối đời. Họ được gọi là nguyên soái đại tướng lục quân/hải quân. Phù hiệu và trang phục cho nguyên soái cũng được quy định trong năm đó. Thêm vào đó, đến năm 1918, còn có quy định về kiếm nguyên soái (元帥佩刀).
Ngày 26 tháng 4 năm 1926, danh hiệu nguyên soái được phong cho cả cựu hoàng Triều Tiên Thuần Tông.
Suốt thời kỳ Minh Trị (23 tháng 10 năm 1868 đến 30 tháng 7 năm 1912) có 5 đại tướng lục quân và 3 đại tướng hải quân được phong danh hiệu nguyên soái, không kể Saigō Takamori. Thời kỳ Taishō (1912-1926) có 6 đại tướng lục quân và 6 đại tướng hải quân được phong nguyên soái. Thời kỳ Shōwa trước và trong Chiến tranh thế giới thứ hai (1926-1945), có 6 đại tướng hải quân và 4 đại tướng hải quân được phong nguyên soái. Riêng trong thời kỳ Chiến tranh thế giới thứ hai, có 3 đại tướng lục quân và 3 đại tướng hải quân được phong nguyên soái, trong đó có 2 đại tướng hải quân được truy phong.
Năm 1945, Điều lệ Phủ Nguyên soái bị bãi bỏ, chế độ nguyên soái của Nhật Bản cũng bị bãi bỏ theo. Vào thời điểm chế độ này bị bãi bỏ, vẫn có 5 nguyên soái còn sống.
Danh hiệu Lục Hải quân Đại Nguyên soái (Riku-Kaigun Dai-Gensui) được dành riêng cho các Thiên Hoàng Meiji, Taishō và Hirohito.

## Danh sách nguyên soái

### Nguyên soái lục quân (陸軍元帥)
Saigō Takamori (1827-1877), người Kagoshima, được phong làm Nguyên soái Lục quân (Rikugun Gensui) duy nhất vào ngày 19 tháng 7 năm 1872.

### Nguyên soái đại tướng lục quân (元帥陸軍大将)
|    | Thời điểm thụ phong | Hình | Tên                           | (Sinh-Mất)  | Xuất thân |
| -- | ------------------- | ---- | ----------------------------- | ----------- | --------- |
| 1  | 20/1/1898           |      | Yamagata Aritomo              | (1838-1922) | Yamaguchi |
| 2  | 20/1/1898           |      | Thân vương Komatsu Akihito    | (1846-1903) | Hoàng gia |
| 3  | 20/1/1898           |      | Ōyama Iwao                    | (1842-1916) | Kagoshima |
| 4  | 31/1/1906           |      | Nozu Michitsura               | (1840-1908) | Kagoshima |
| 5  | 24/10/1911          |      | Oku Yasukata                  | (1847-1930) | Fukuoka   |
| 6  | 9/1/1914            |      | Hasegawa Yoshimichi           | (1850-1924) | Yamaguchi |
| 7  | 9/1/1914            |      | Thân vương Fushimi Sadanaru   | (1858-1923) | Hoàng gia |
| 8  | 9/1/1914            |      | Kawamura Kageaki              | (1850-1926) | Kagoshima |
| 9  | 24/6/1916           |      | Terauchi Masatake             | (1852-1919) | Yamaguchi |
| 10 | 12/12/1919          |      | Thân vương Kan'in Kotohito    | (1865-1945) | Hoàng gia |
| 11 | 27/4/1922           |      | Uehara Yusaku                 | (1856-1933) | Miyazaki  |
| 12 | 27/1/1929           |      | Vương tước Kuni Kuniyoshi     | (1873-1929) | Hoàng gia |
| 13 | 8/8/1932            |      | Vương tước Nashimoto Morimasa | (1874-1951) | Hoàng gia |
| 14 | 3/5/1933            |      | Nobuyoshi Muto                | (1868-1933) | Saga      |
| 15 | 21/6/1943           |      | Terauchi Hisaichi             | (1879-1946) | Tokyo     |
| 16 | 21/6/1943           |      | Hajime Sugiyama               | (1875-1945) | Fukuoka   |
| 17 | 2/6/1944            |      | Hata Shunroku                 | (1879-1962) | Fukushima |

### Nguyên soái đại tướng hải quân (元帥海軍大将)
|    | Thời điểm thụ phong | Hình | Tên                                | (Sinh-Mất)  | Xuất thân |
| -- | ------------------- | ---- | ---------------------------------- | ----------- | --------- |
| 1  | 20/1/1898           |      | Saigo Tsugumichi                   | (1843-1902) | Kagoshima |
| 2  | 31/1/1906           |      | Itō Sukeyuki                       | (1843-1914) | Kagoshima |
| 3  | 31/10/1911          |      | Inoue Yoshika                      | (1845-1929) | Kagoshima |
| 4  | 21/4/1913           |      | Togo Heihachiro                    | (1847-1934) | Kagoshima |
| 5  | 7/7/1913            |      | Thân vương Arisugawa Takehito      | (1862-1913) | Hoàng gia |
| 6  | 26/5/1917           |      | Ijuin Goro                         | (1852-1921) | Kagoshima |
| 7  | 27/6/1922           |      | Thân vương Higashifushimi Yorihito | (1867-1922) | Hoàng gia |
| 8  | 8/1/1923            |      | Shimamura Hayao                    | (1858-1923) | Kōchi     |
| 9  | 24/8/1923           |      | Tomozaburo Kato                    | (1861-1923) | Hiroshima |
| 10 | 27/5/1932           |      | Vương tước Fushimi Hiroyasu        | (1876-1946) | Hoàng gia |
| 11 | 18/4/1943           |      | Isoroku Yamamoto                   | (1884-1943) | Niigata   |
| 12 | 21/6/1943           |      | Osami Nagano                       | (1884-1947) | Kōchi     |
| 13 | 31/3/1944           |      | Koga Mineichi                      | (1885-1944) | Saga      |